# Sign o' the Times (chanson)
Pour les articles homonymes, voir Sign of the Times.
Singles de Prince
Anotherloverholenyohead
(1986) If I Was Your Girlfriend
(1987)
Sign o' the Times est une chanson de Prince et premier single de l'album du même nom. Le titre fut à l'origine une chanson prévue pour les albums Dream Factory et Crystal Ball, projets de Prince et du groupe The Revolution abandonnés après leurs dissolutions.
La chanson se classa aux États-Unis à la première position au Hot R&B/Hip-Hop Songs le 11 avril 1987, à la seconde au Hot Dance Club Songs et à la troisième au Billboard Hot 100 le 25 avril 1987. En Europe, le single se classa à la septième position aux Pays-Bas et en Norvège, onzième en Suisse, quatorzième en Suède et à la vingtième position en Autriche. Sign o' the Times entra également dans les charts Néo-Zélandais le 14 avril 1987 à la dix-septième place puis atteignit la meilleure position le 10 juin 1987 accédant à la quatrième place.
Le titre fut classé 304e des « 500 plus grandes chansons de tous les temps » par le magazine Rolling Stone. Elle est également sélectionnée par le Rock and Roll Hall of Fame pour faire partie de la liste des 660 « chansons qui ont façonné le rock 'n' roll ». 
Les paroles de la face-B, La, La, La, He, He, Hee, furent coécrites par Sheena Easton.

## Liste des titres
| A. | Sign o' the Times (Edit)                                              | 3:44 |
| B. | La, La, La, He, He, Hee (Edit) (paroles coécrites avec Sheena Easton) | 3:20 |

| A. | Sign o' the Times (LP Version)             | 4:57  |
| B. | La, La, La, He, He, Hee (Highly Explosive) | 10:32 |